# Reichersbergi Gerhoh
Reichersbergi Gerhoh (latinul: Gerhohus Reicherspergensis), (Polling, 1093 – Reichersberg, 1169. június 27.) középkori német egyházi író.
A Bajor Hercegség Polling nevű települése környékén született 1092-ben vagy 1093-ban. Hildesheimban tanult, majd Augsburg lett kanonok, 1132-ben a reichersbergi kolostor prépostjává választották. Reichersbergben hunyt el 1169-ben. Több műve közül a katolikus kúria ellen írt polemikus hangú alkotása és a második keresztes hadjáratról szóló De investigatione Antichristi című műve nevezetes.  A Da quarta vigilia noctisban a bíborosok kapzsisága és dölyfössége ellen prédikált. Műveit Scheibelberger adta ki először Gerhohi opera hactenus inedita címmel Linz-ben 1875-ben.